# Dekanat Miltenberg
Das Dekanat Miltenberg ist eines von neun Dekanaten im römisch-katholischen Bistum Würzburg. Seit der Neugliederung der Dakanate im Zuge des Prozesses „Gemeinsam Kirche sein – Pastoral der Zukunft“ im Oktober 2021 umfasst es auch das ehemalige Dekanat Obernburg.
Das Gebiet des Dekanats entspricht dem Landkreis Miltenberg und gliedert sich in die Pastoralen Räume Amorbach, Elsenfeld, Erlenbach a.Main, Miltenberg sowie Obernburg a.Main. Es grenzt im Osten an das Dekanat Main-Spessart im Süden/Südost an das Erzbistum Freiburg, im Westen an das Bistum Mainz und im Norden an das Dekanat Aschaffenburg.
38 Pfarrgemeinden und acht Kuratien haben sich bis 2023 zu 16 Pfarreiengemeinschaften bzw. Untergliederungen des Pastoralen Raums zusammengeschlossen. Mit Stand 31. Dezember 2024 waren von den 127.547 Einwohnern 63.578 Mitglieder der katholische Kirche.
Dekan ist Michael Prokschi, Kurator des Pastoralen Raums Amorbach. Sein Stellvertreter Jan Kölbel, Moderator des Pastoralen Raums Miltenberg. Verwaltungssitz ist Miltenberg.

## Gliederung
Sortiert nach Pfarreiengemeinschaften werden die Pfarreien genannt, alle zu einer Pfarrei gehörigen Exposituren, Benefizien und Filialen werden nach der jeweiligen Pfarrei aufgezählt, danach folgen Kapellen, Klöster und Wallfahrtskirchen. Weiterhin werden auch die Einzelpfarreien am Ende aufgelistet.
Die Liste zeigt derzeit noch den Stand vor der Neugliederung der Dekanate im Oktober 2021.

### Pfarreiengemeinschaften

#### Pfarreiengemeinschaft Am Engelberg (Großheubach)
- Pfarrei St. Petri Stuhlfeier zu Antiochien Großheubach mit Klosterkirche St. Michael Engelberg, Kapelle Heilige Jungfrau Maria und Jgnatius von Loyola im Klotzenhof
- Pfarrei Allerheiligste Dreifaltigkeit Kleinheubach mit Fürstliche Schlosskirche Heiligster Namen Jesu
- Kuratie St. Stephanus Laudenbach
- Pfarrei St. Ottilia Rüdenau

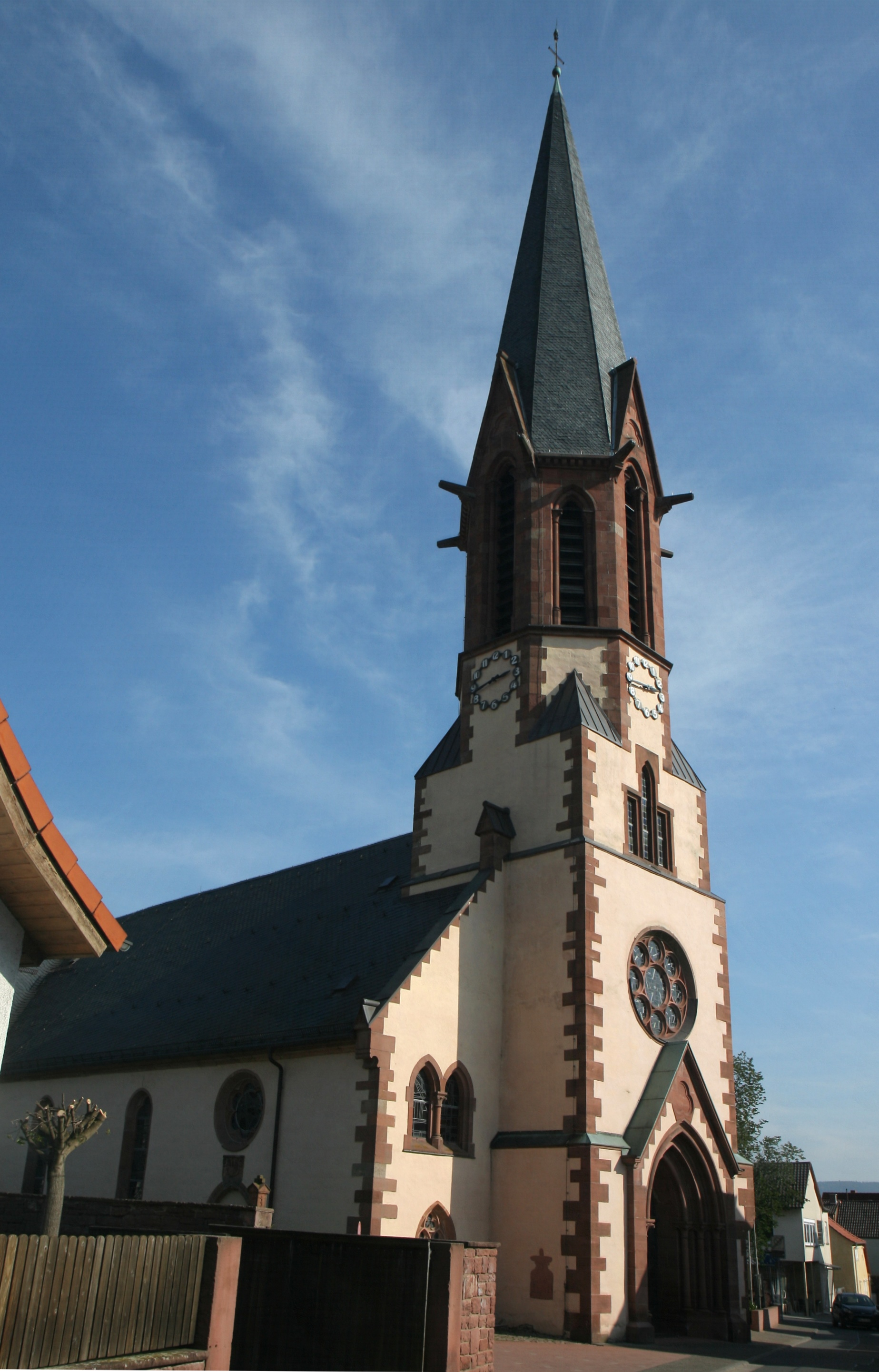
St. Petri Stuhlfeier
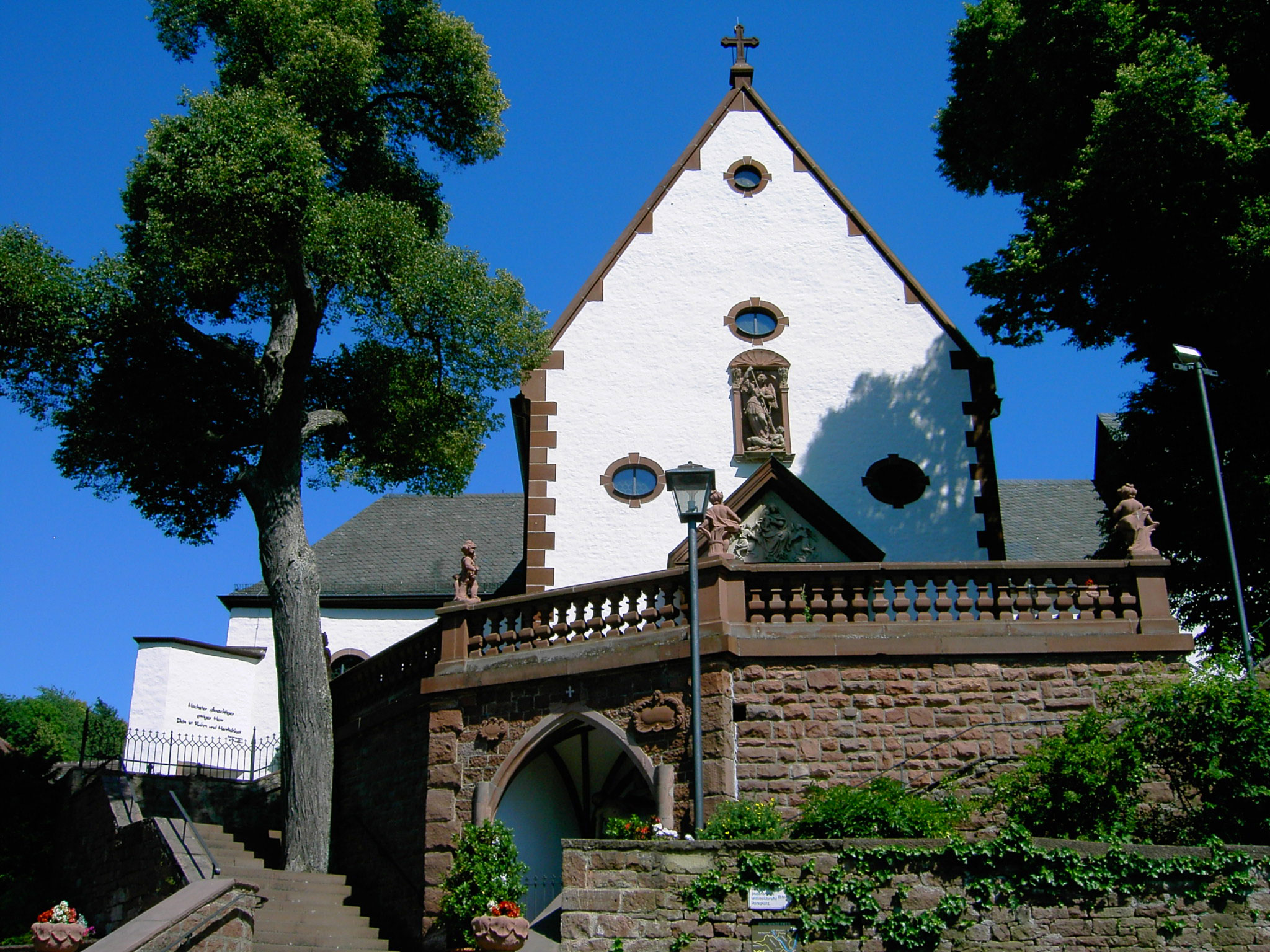
Kloster Engelberg
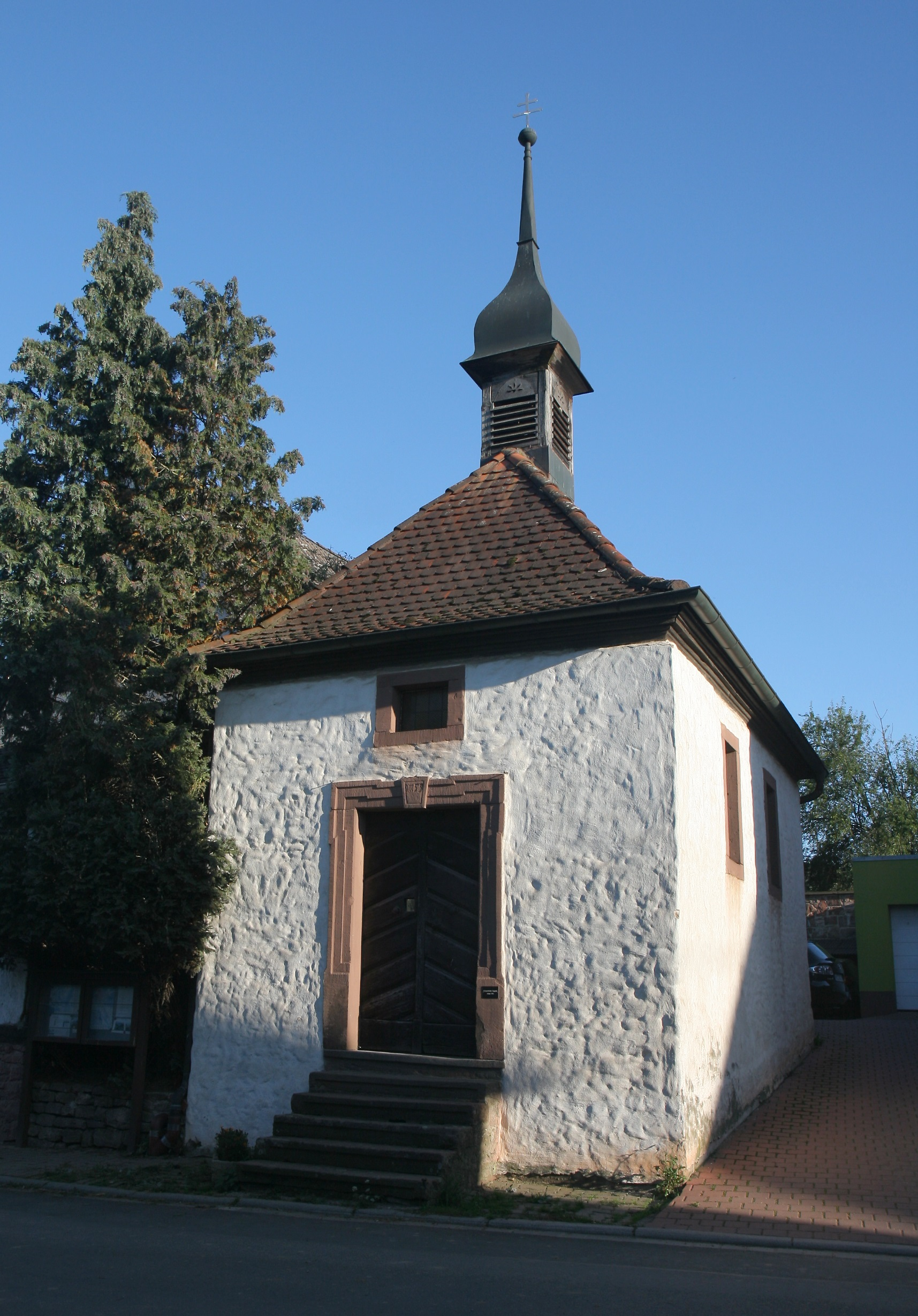
Klotzenhof
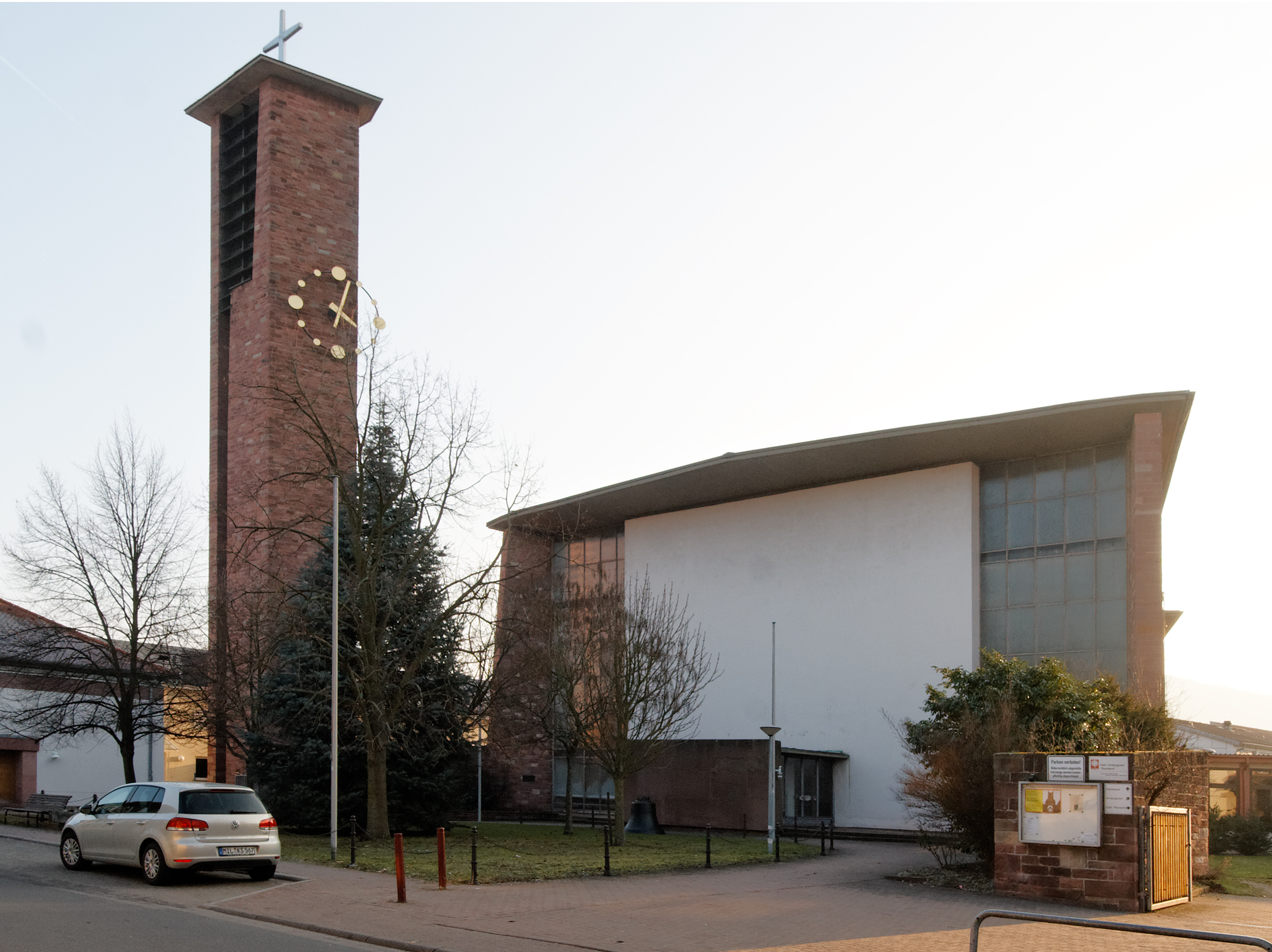
Heiligste Dreifaltigkeit
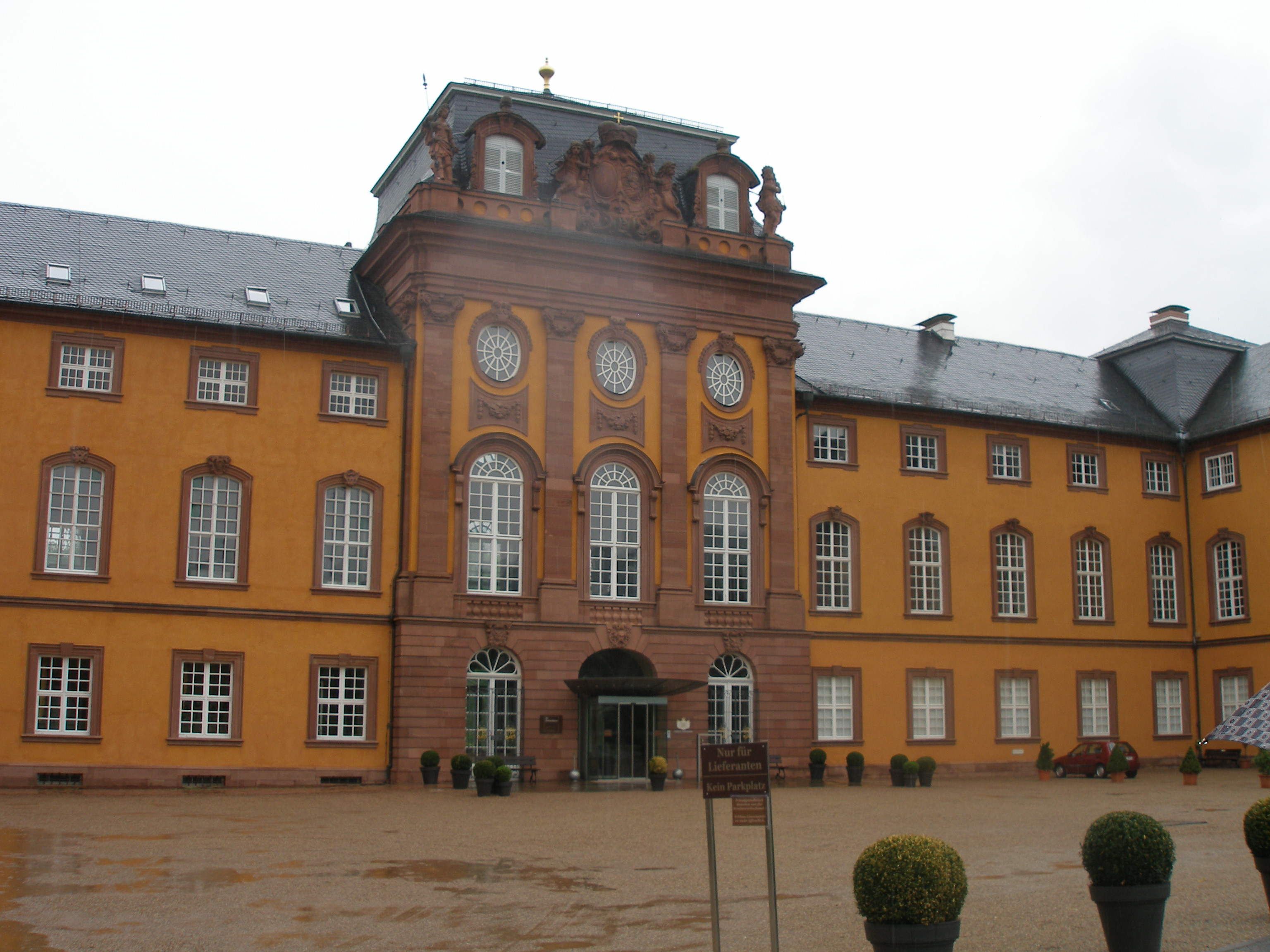
Schlosskirche im Südflügel
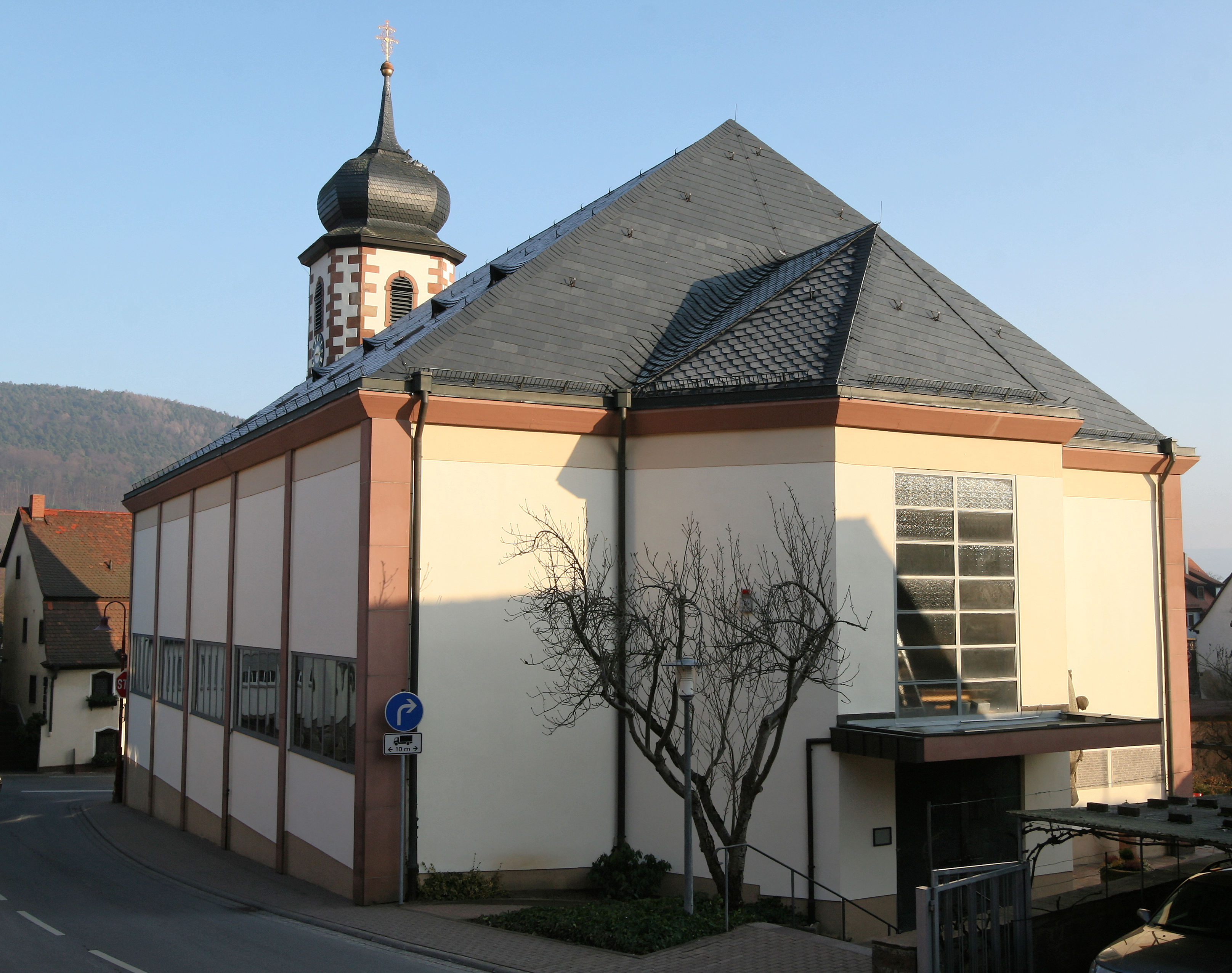
St. Stephanus
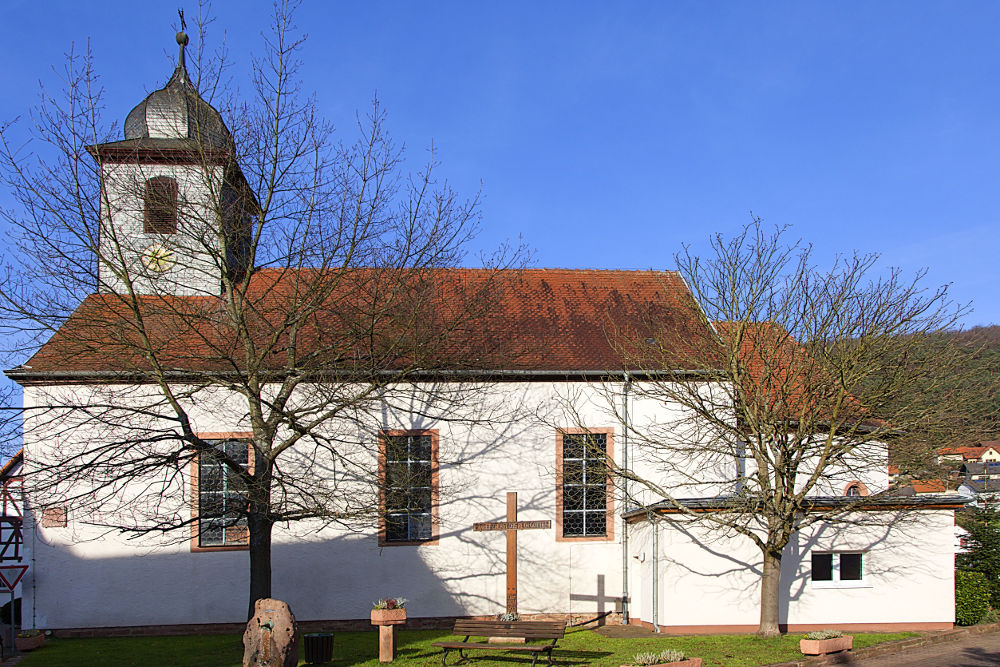
St. Ottilia

#### Pfarreiengemeinschaft St. Martin Miltenberg–Bürgstadt (Miltenberg)
- Pfarrei St. Margareta Bürgstadt mit Martinskapelle
- Pfarrei St. Jakobus der Ältere Miltenberg
  - Franziskanerkirche Unbefleckte Empfängnis Mariens
  - Laurentiuskapelle
  - Krankenhauskapelle
  - Kapelle im Altenheim Maria Regina
  - Kapelle im Jugendhaus St. Kilian
- und den Filialen Maria Hilf Miltenberg-Nord, St. Josef Breitendiel, St. Katharina Mainbullau und St. Vitus Wenschdorf

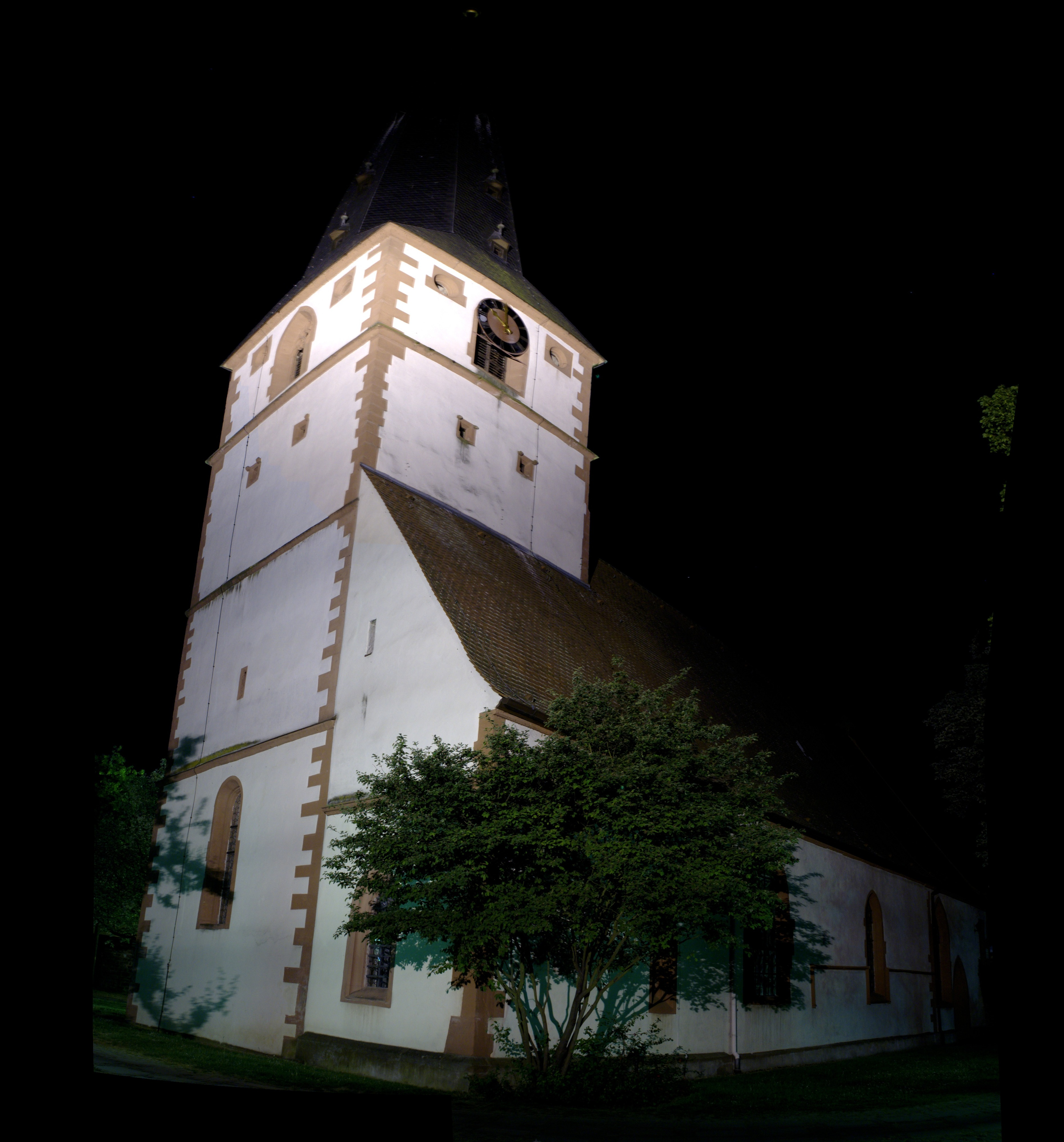
St. Margareta (alt)
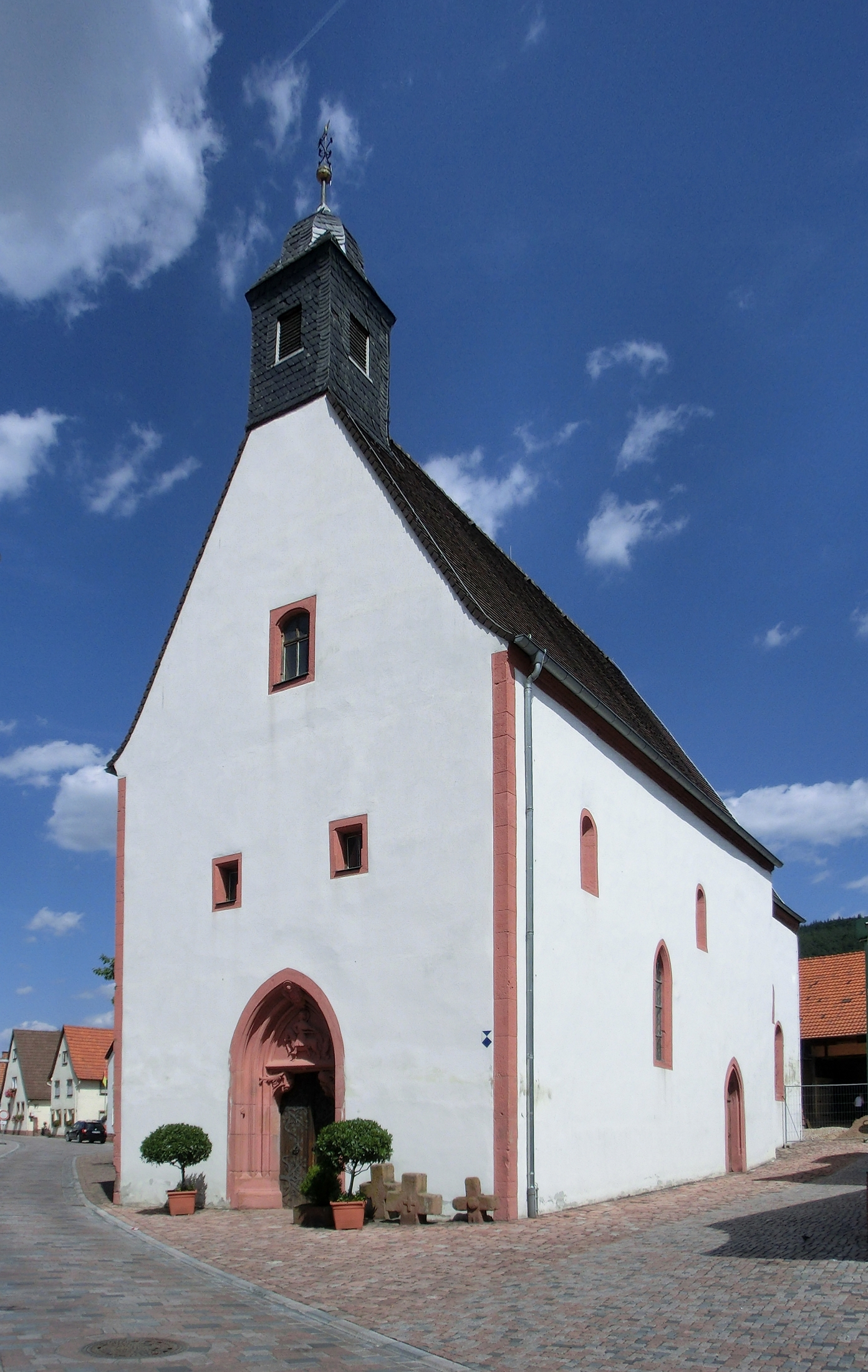
Martinskapelle
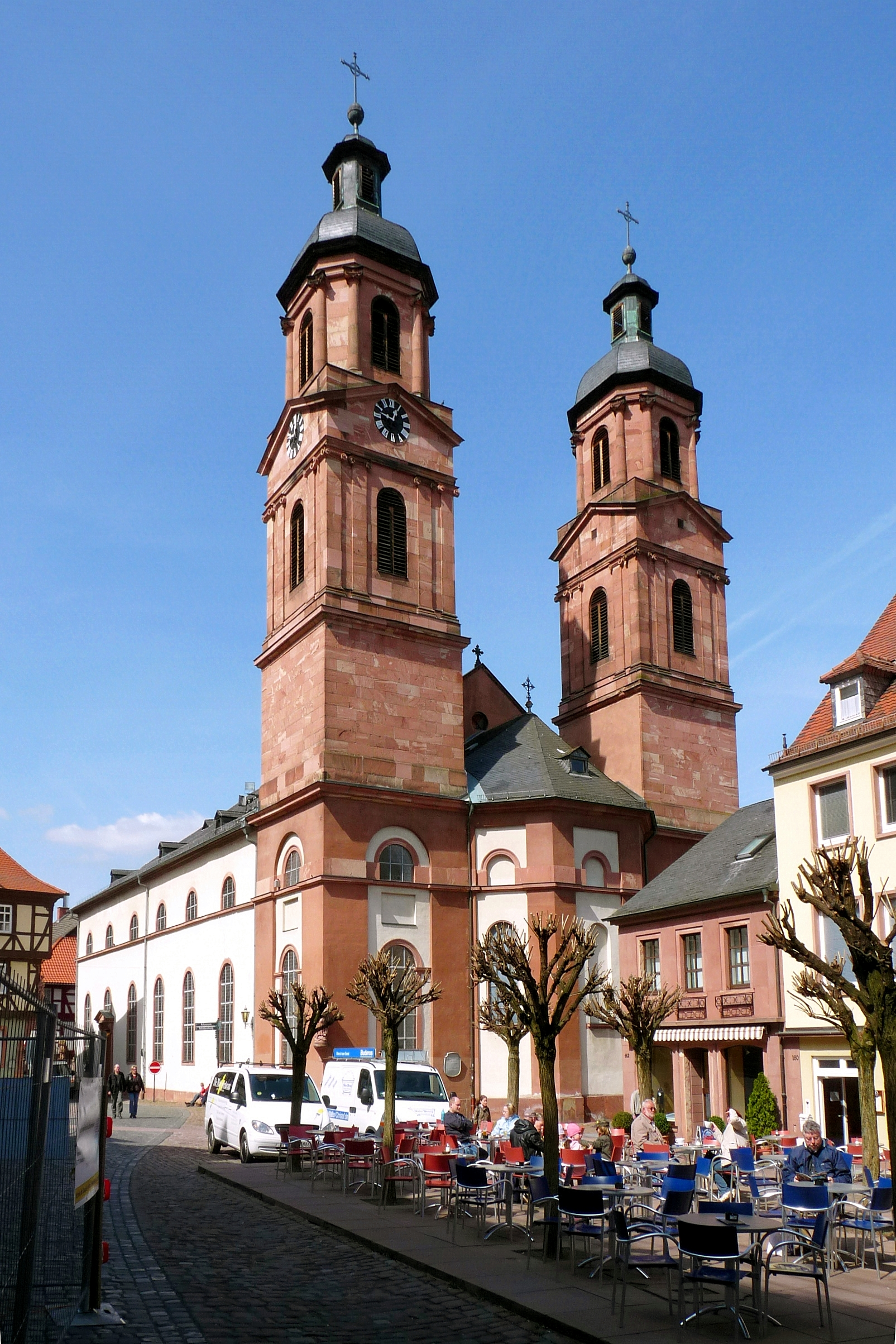
St. Jakobus der Ältere
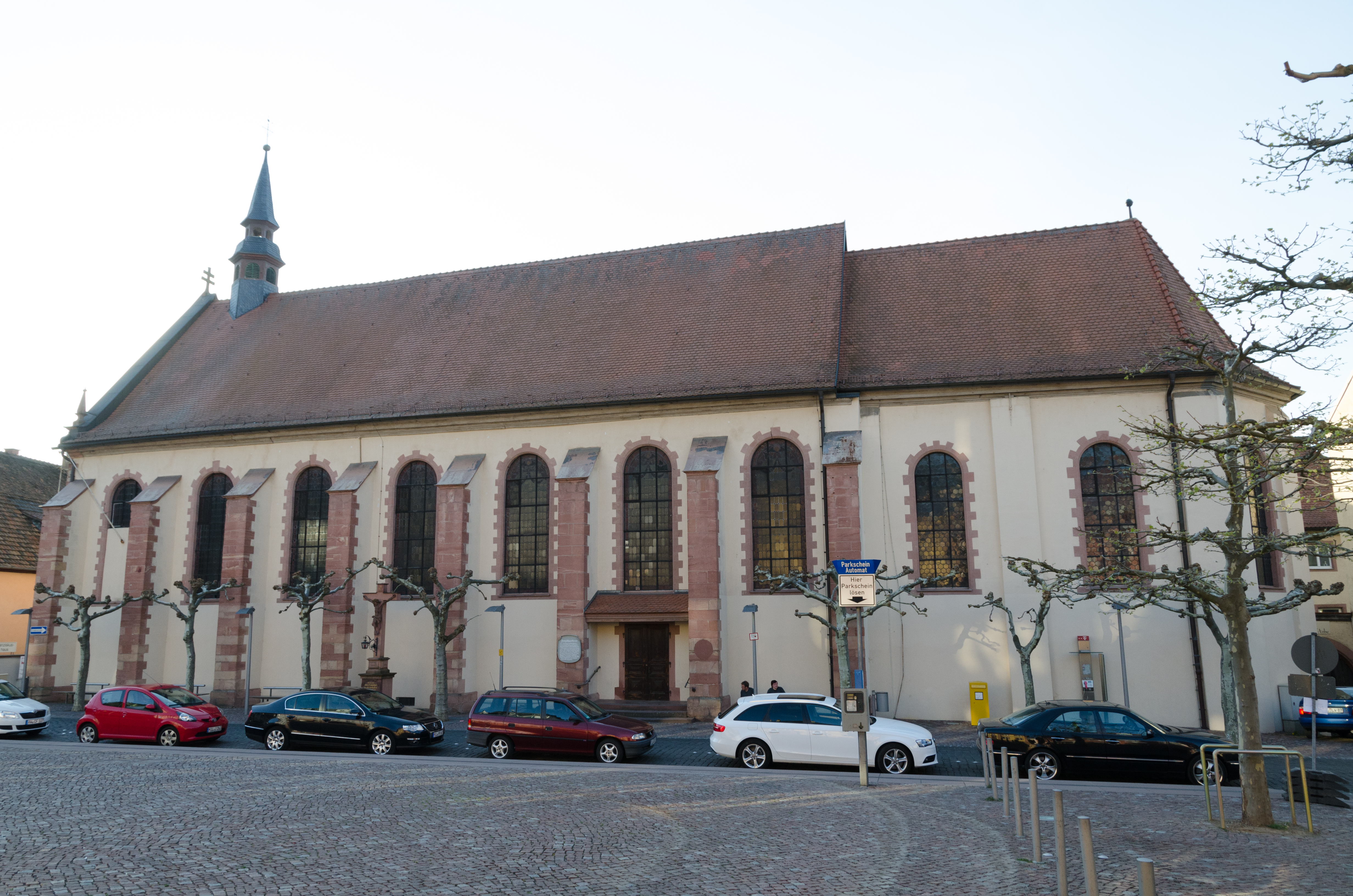
Franziskanerkirche
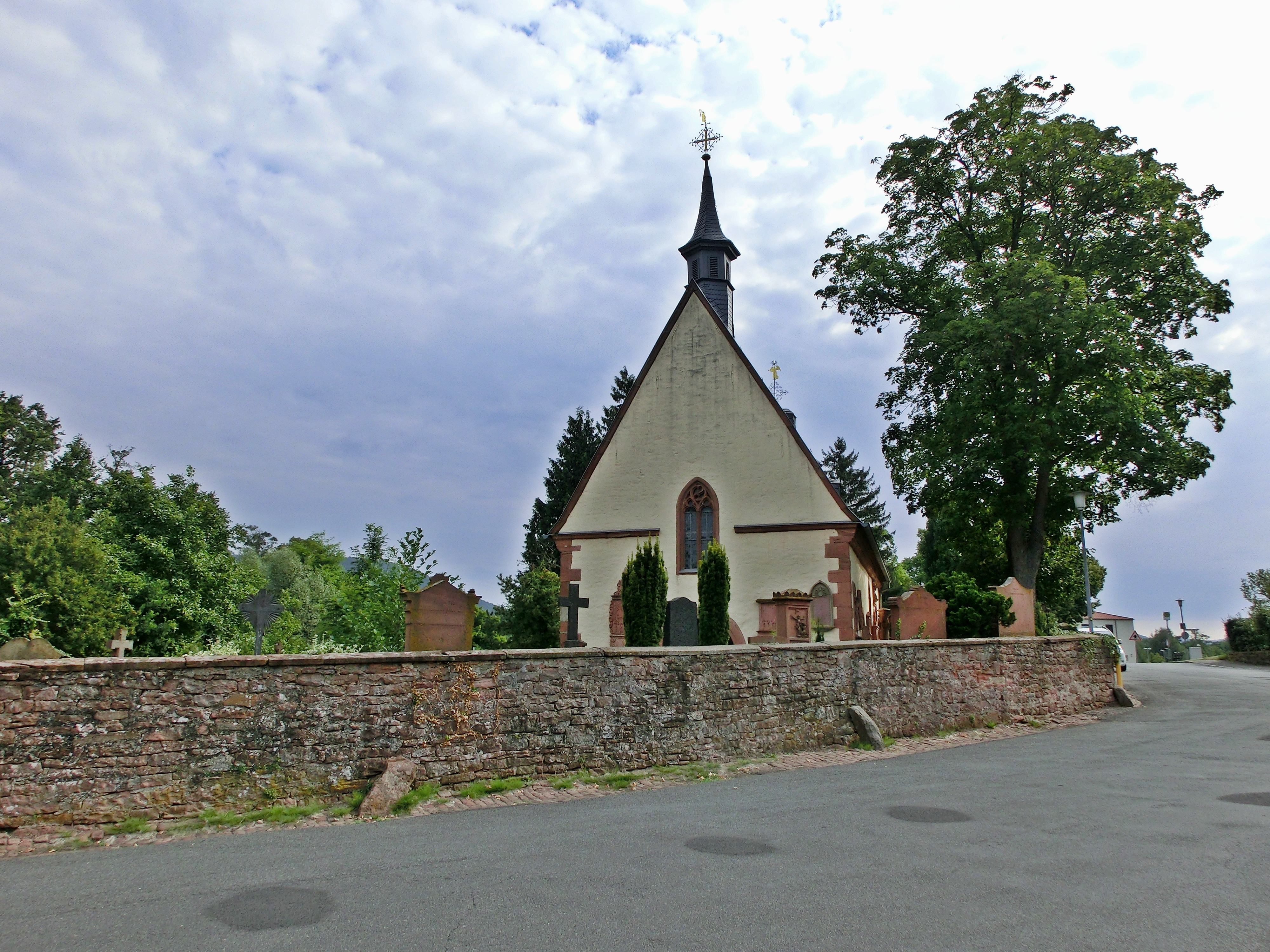
Laurentiuskapelle

#### Pfarreiengemeinschaft Faulbachtal (Faulbach)
- Pfarrei St. Wolfgang Altenbuch
- Kuratie St. Sebastian Breitenbrunn
- Pfarrei Mariä Verkündigung Faulbach mit alter Kirche

#### Pfarreiengemeinschaft St. Nikolaus Süd-Spessart (Dorfprozelten)
- Pfarrei St. Vitus Dorfprozelten
- Pfarrei St. Stephanus Fechenbach
- Kuratie St. Josef der Bräutigam Reistenhausen
- Pfarrei Mariä Himmelfahrt Stadtprozelten mit Judas Thaddäus Neuenbuch

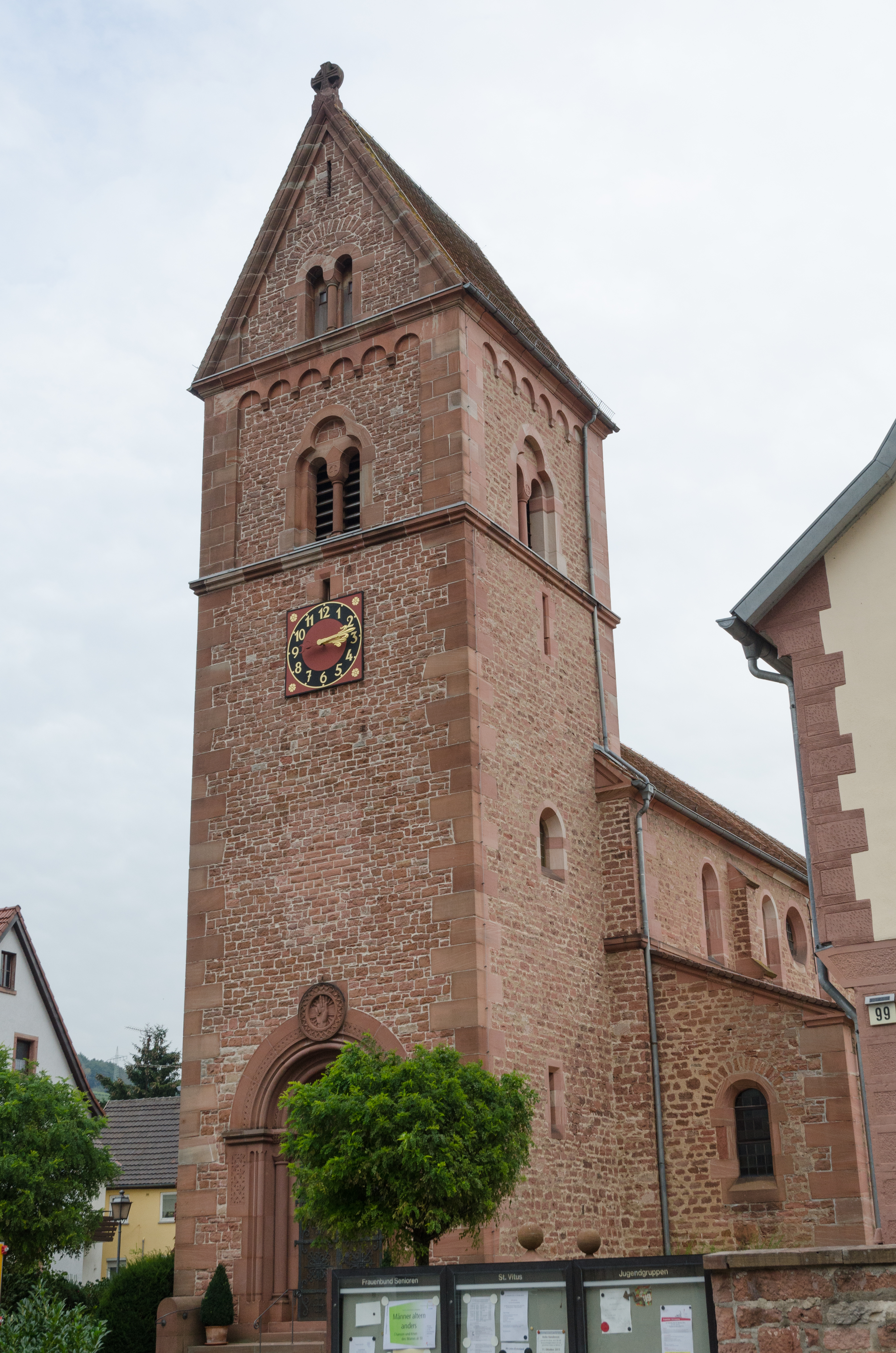
St. Vitus

#### Pfarreiengemeinschaft St. Antonius Erftal und Höhen (Eichenbühl)
- Pfarrei St. Cäcilia Eichenbühl
- Pfarrei St. Mauritius Heppdiel mit St. Wendelin Schippach
- Pfarrei St. Peter und Paul Neunkirchen mit St. Bilhildis Richelbach und St. Philippus und St. Jakobus Umpfenbach
- Pfarrei St. Kilian und St. Valentin Riedern mit St. Michael Guggenberg

#### Pfarreiengemeinschaft Amorbach – Schneeberg – Weilbach (Amorbach)
- Pfarrei St. Gangolf und St. Sebastian Amorbach mit Vierzehn Nothelfer Beuchen, St. Wendelin Boxbrunn im Odenwald, St. Mauritius, Reichartshausen und St. Josef der Bräutigam Schneeberg, Wallfahrtskapelle Amorsbrunn
- Pfarrei Mariä Geburt Schneeberg mit Kirche Mariä Heimsuchung Hambrunn
- Pfarrei St. Johannes von der lateinischen Pforte Weilbach mit St. Wolfgang Weckbach

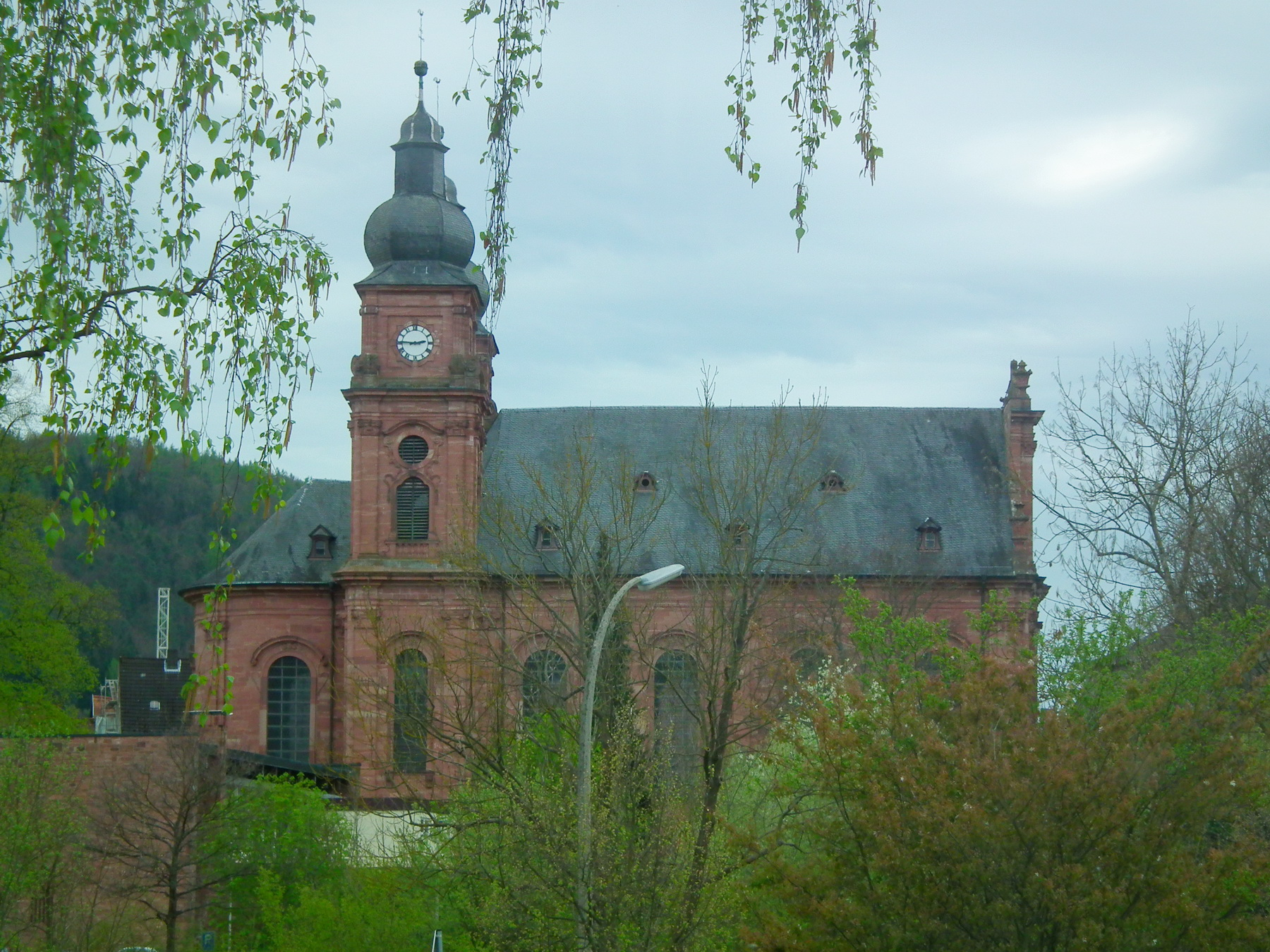
St. Gangolf
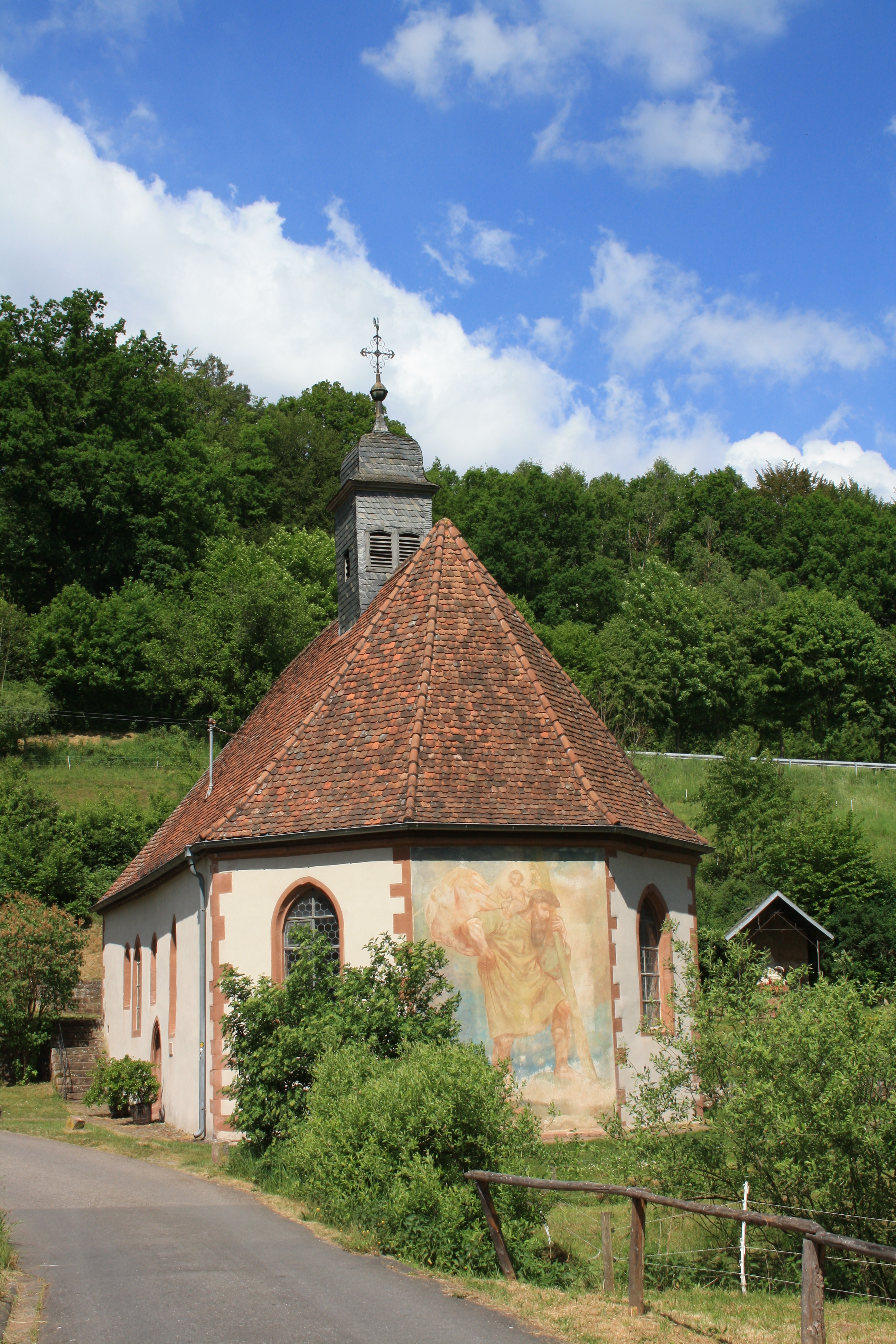
Amorsbrunn
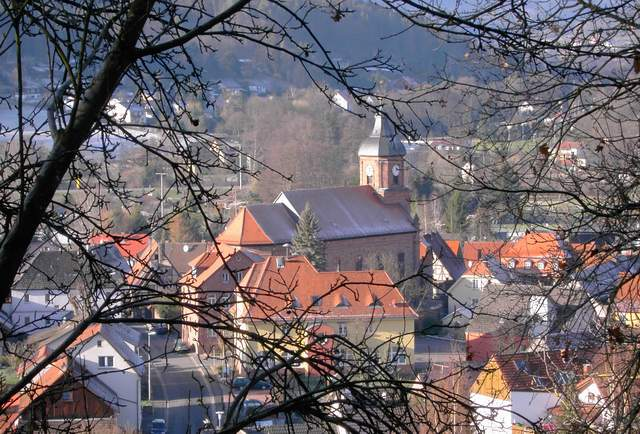
St. Johannes, Weilbach

#### Pfarreiengemeinschaft Kirchzell
- Pfarrei Herz Jesu und St. Peter und Paul Kirchzell mit St. Wendelin und St. Nikolaus Breitenbach und St. Antonius von Padua und St. Erasmus Preunschen
- Kuratie St. Sebastian Watterbach mit St. Anna Breitenbuch

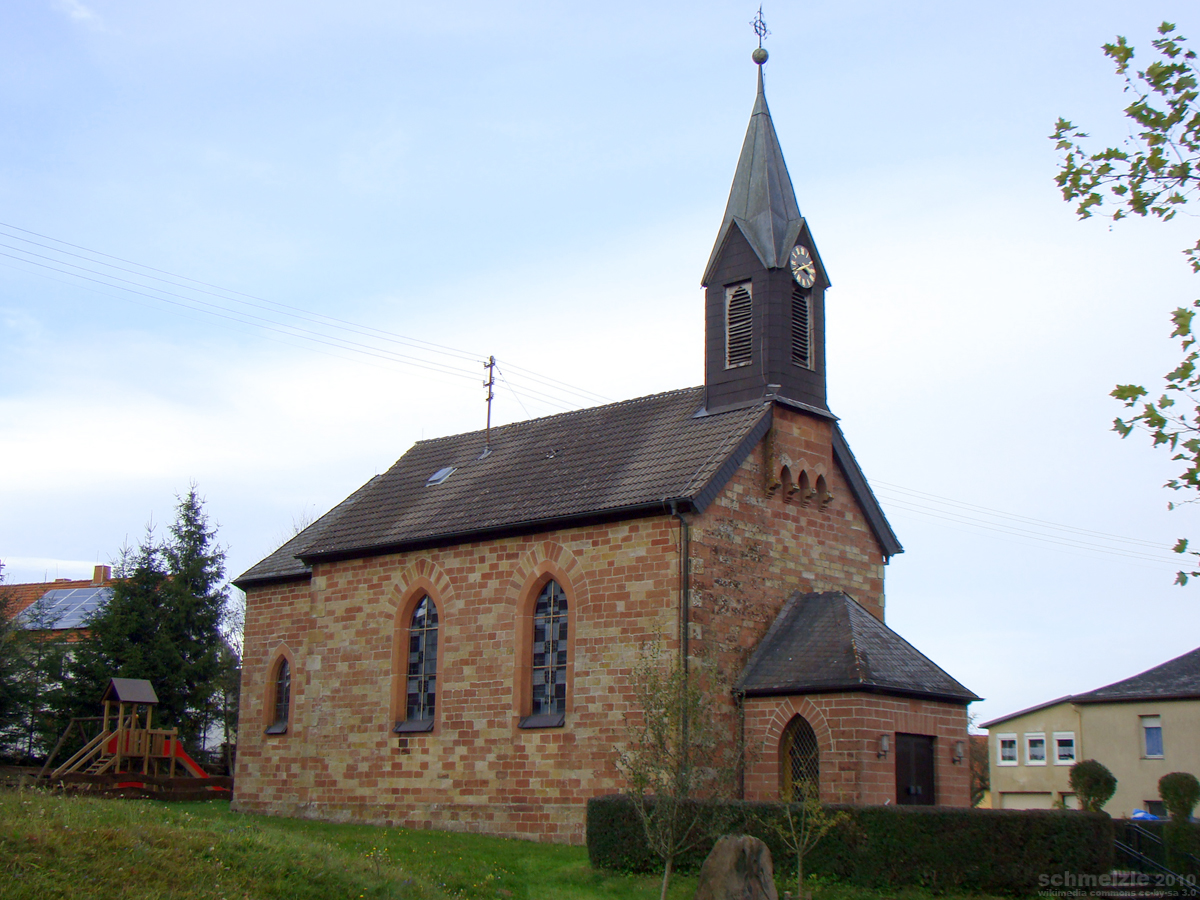
St. Anna